# Anne-Marie Kuster
Anne-Marie Kuster (* 10. Juli 1948 in Rorschacherberg, Schweiz) ist eine Schweizer Schauspielerin am Theater sowie bei Film und Fernsehen.

## Leben
Anne-Marie Kuster begann Ende der 1960er Jahre ihre Schauspielausbildung an der Otto-Falckenberg-Schule in München. Nahezu zeitgleich, zu Beginn des Jahres 1970, wurde die aus dem Kanton St. Gallen stammende, brünette Künstlerin von dem tschechischen Regisseur Zbyněk Brynych mit der weiblichen Hauptrolle in dem Coming-of-Age-Kinodrama O Happy Day bedacht. Unmittelbar darauf erhielt sie eine Nebenrolle in einer weiteren Brynych-Inszenierung, der skurrilen Frauen-Schauergeschichte Die Weibchen.
Noch im selben Jahr 1970 kehrte Kuster in die Schweiz zurück und gab ihren Theatereinstand am Schauspielhaus Zürich als Gretchen in Goethes Urfaust unter der Regie von Friedrich Dürrenmatt. Sie blieb an dieser wichtigsten Schweizer Spielstätte bis 1972, ehe sie für die Spielzeit 1972/73 an das Württembergische Staatstheater Stuttgart ging und dort unter anderem die Julia in William Shakespeares Romeo und Julia und die Luise in Friedrich Schillers Kabale und Liebe verkörperte. Von 1973 bis 1978 wirkte Anne-Marie Kuster am Deutschen Schauspielhaus in Hamburg. Dort fand sie wichtige Rollen in zumeist modernen Stücken. Kuster war die Elisabeth in Ödön von Horváths Glaube Liebe Hoffnung unter der Regie von Luc Bondy, die Lena in Georg Büchners Leonce und Lena, eine Inszenierung von Jérôme Savary, die Peggy in Frauen in New York von Rainer Werner Fassbinder sowie die Nina in Anton Tschechows Die Möwe und die Klara in Hebbels Maria Magdalena, beides unter der Regie von Dieter Giesing.
1978 ging Kuster bis 1982 an das Bayerische Staatsschauspiel München, wo sie u. a. das Fräulein Julie im gleichnamigen Strindberg-Stück unter der Regie von Ingmar Bergman verkörperte. Von 1982 bis 1985 kehrte Anne-Marie Kuster an das Schauspielhaus Zürich zurück und trat in Stücken wie Tschechows Iwanow und Shakespeares Maß für Maß auf. 1985 erfolgte ihre Rückkehr nach Hamburg, wo sie bis 1991 Ensemble-Mitglied des Thalia-Theaters war. Hier war sie die Maggie in Tennessee Williams’ Die Katze auf dem heißen Blechdach, die Marion in Büchners Dantons Tod und die Königin Gertrude in Shakespeares Hamlet unter der Regie Jürgen Flimms. Von 1991 bis 2001 gehörte Kuster abermals dem Ensemble des Schauspielhauses Zürich an. Hier sah man sie u. a. als Olga in Tschechows Drei Schwestern, als Crescence in Hugo von Hofmannsthals Der Schwierige, als Hannah Jarvis in Tom Stoppards Arkadien und als Seeräuber-Jenny in Bertolt Brechts/Kurt Weills Die Dreigroschenoper. Darüber hinaus hatte Anne-Marie Kuster einige Erfolge in Ibsen-Stücken, etwa in Hedda Gabler, wo sie die Titelrolle verkörperte. 1999 gastierte sie am Volkstheater Wien als Esme in David Hares Amys Welt.
2002 wurde Anne-Marie Kuster zur Präsidentin des Schweizerischen Bühnenkünstler- und Bühnenkünstlerinnenverbandes gewählt. Angesichts ihrer intensiven Theatertätigkeit fand sie nur noch wenig Zeit für Auftritte vor der Kamera; Gastrollen absolvierte sie in einzelnen Folgen populärer deutscher Krimireihen wie Der Alte und Tatort.
Anne-Marie Kuster war mit dem Schauspieler Christoph Bantzer verheiratet und hat drei Kinder. Die Schauspielerin Johanna Bantzer (* 1978) ist ihre Tochter, der Drehbuchautor Aurel Bantzer (* 1975) ihr Sohn.

## Filmografie
- 1970: O Happy Day
- 1970: Die Weibchen
- 1970: Deep End
- 1971: Die Messe der erfüllten Wünsche
- 1972: Die Erbschaft
- 1973: Die Tausender-Reportage (Fernsehserie)
- 1975: Lehmanns Erzählungen
- 1977: Frauen in New York
- 1979: Perichole
- 1981: Beate und Mareile
- 1981: Der Alte: Tod eines Aussteigers
- 1982: Mozart (dreiteiliger TV-Film)
- 1984: Der Mikado
- 1990: Der Berg
- 1991: Schmetterlingsschatten
- 1994–1995: Die Direktorin (Fernsehserie)
- 1995: Tatort: Rückfällig
- 1998: Der Menschenfeind
- 2000: Heidi
- 2001: Tod durch Entlassung
- 2003: Alles wird gut
- 2006: Jeune Homme

## Auszeichnungen
- 1983: Schauspielerin des Jahres bei der jährlichen Kritikerumfrage der Zeitschrift Theater heute
- 1997: Goldene Maske der Gesellschaft der Freunde des Schauspielhauses Zürich